# Santuchu

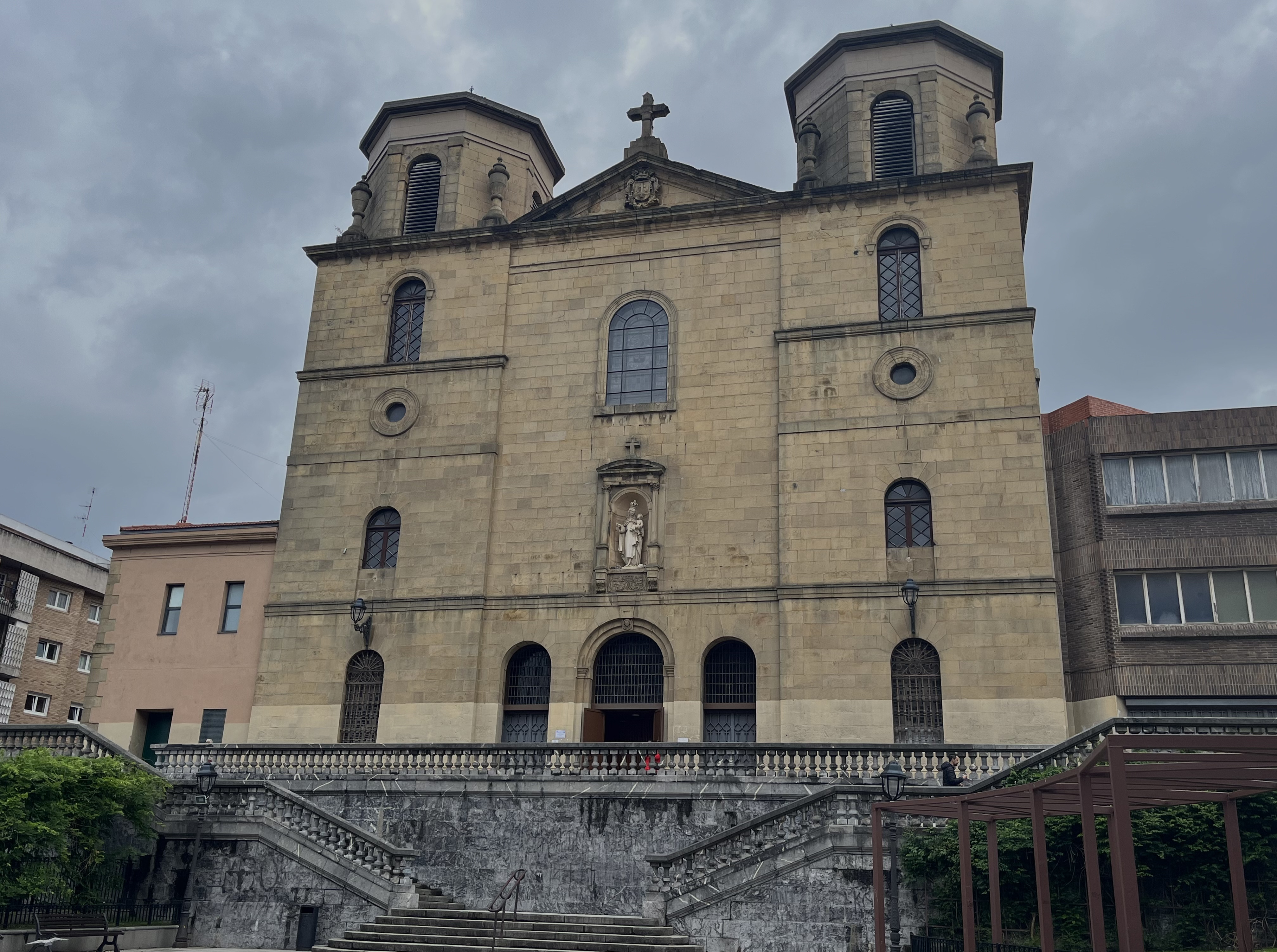
Iglesia del Carmelo

Santuchu (en euskera: Santutxu) es un barrio de Bilbao situado en el distrito 4 (Begoña). Santuchu según datos del censo del Ayuntamiento de Bilbao cuenta con 32 141 habitantes en 2016.

## Historia
El nombre de Santuchu es resultado de la unión de la palabra santu (en euskera: santo) y el sufijo diminutivo txu, el cual tiene como origen en una ermita dedicada a San Francisco de Paula. Esta ermita, fundada el año 1737 por Francisco Fernando de Barrenechea, entre otros, se construyó con la única finalidad de que sus colonos pudiesen oír misa los días de precepto sin tener que desplazarse hasta la iglesia de Begoña, destinando a estos fines la renta anual del molino de Ercilla y la casa llamada "Cantón" en Ugarte de Muxica. Al ser pequeños tanto la ermita como la talla del santo en su interior, recibió el nombre popular de Santuchu.

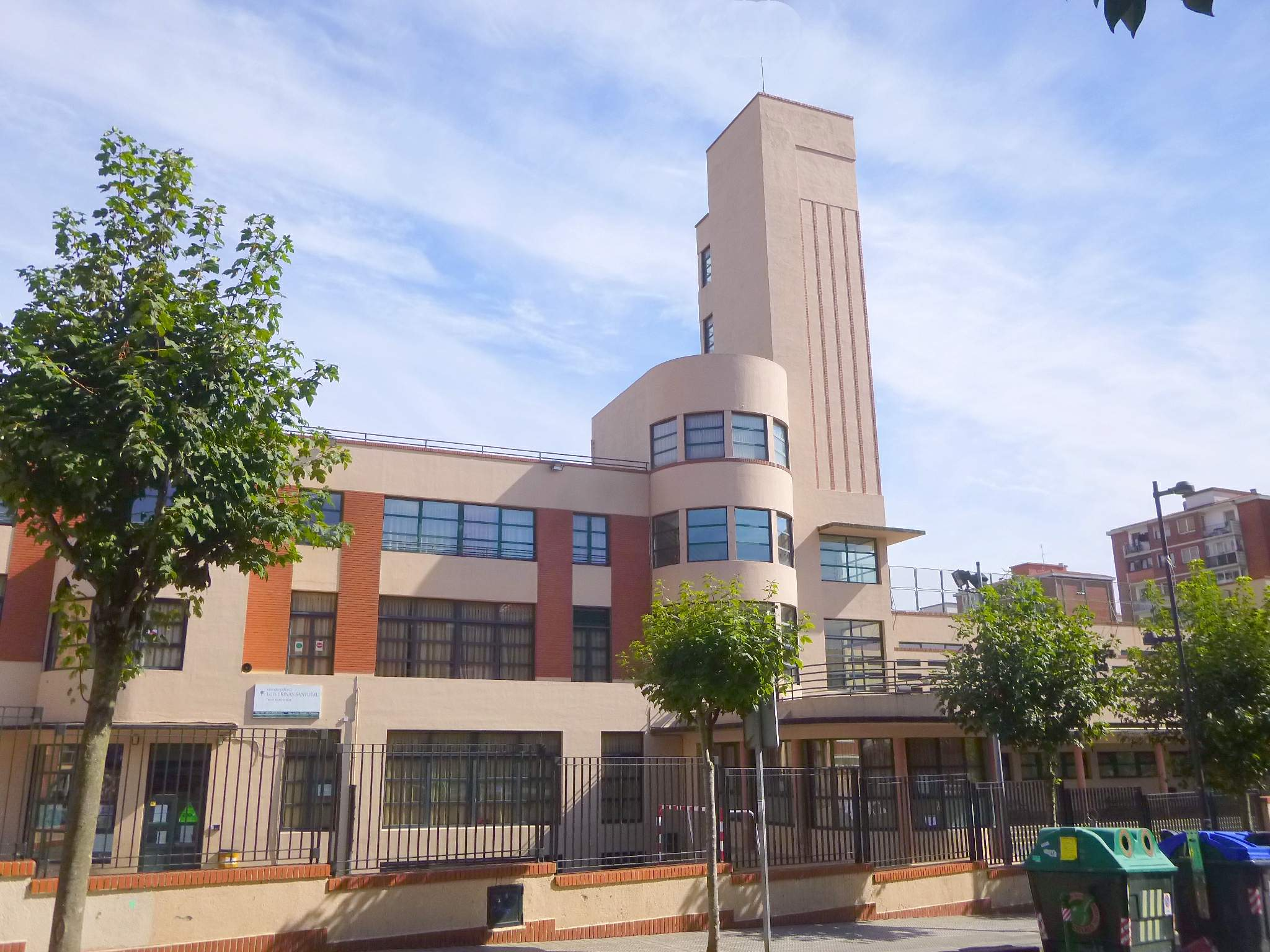
Colegio Luis Briñas.

Continuando con la historia, señalar cómo por aquellos primeros años era tradición celebrar el día 2 de abril la festividad de San Francisco de Paula con una Misa Mayor de gran solemnidad a la que asistían representantes del Ayuntamiento de la República de Begoña, así como miembros del Clero que por aquella época tomaban parte en todos los actos religiosos, no faltando para dichas ocasiones festivas los cohetes, el tamboril y txakoli casero.
En 1925 se anexionó la anteiglesia de Begoña (y con ella el barrio de Santuchu) a Bilbao. En el siglo XX pasó de ser una zona semirrural con amplios solares a un barrio intensamente poblado, especialmente tras la explosión constructora y demográfica de los años 60.
El Colegio Público Luis Briñas es un edificio singular, situado en la calle Iturriaga, junto a la Campa de Basarrate (también denominada coloquialmente Campa del Muerto). Protegido monumentalmente, es obra del arquitecto Pedro Ispizua Susunaga (Bermeo, 1895 - Bilbao, 1976), a quien también se debe el conocido como edificio El Tigre, el Mercado de la Ribera, la pérgola del Parque Casilda Iturrizar o el Kiosco del Arenal.

## Eventos de Santuchu
- Santutxu pintxotan: evento gastronómico para profesionales de la hostelería de Santutxu con carácter anual organizado por la Agencia de Comunicación Sukalmedia.
- Premios Santutxu y más: premios creados por el periódico del barrio que, coincidiendo con la celebración del aniversario de la publicación, se otorgan a personas, asociaciones y entidades de los distritos 3 y 4 de Bilbao que han aparecido en sus páginas durante el año anterior.

## Asociaciones relacionadas con el barrio
- Agrupación de Comerciantes Santuchu: asociación de los comercios del barrio. www.santutxu.eus
- Área Joven de Begoña: espacio de ocio dirigido a jóvenes entre 13 y 17 años de los barrios de Santuchu, Begoña y Bolueta.
- Asociación de Familias de Santuchu, constituida en 1967.
- Gaztedi Dantzari Taldea, grupo de danzas vascas más veterano de Bilbao y uno de los más antiguos y prestigioso del País Vasco, fundado en 1951.
- Bizit Santutxu: proyecto asociativo de micromecenazgo con sede en Santutxu.
- Centro Tercera Edad de Santuchu.
- Santutxu F.C.: equipo de fútbol del barrio.
- Santutxu Hockey Taldea: equipo de hockey sobre patines del barrio.
- Santutxu Mendizale Taldea: Grupo de Montaña de Santuchu.
- Santutxuko Xake Taldea: Club de Ajedrez de Santuchu.
- Santutxu Txirrindulari Elkartea: Sociedad Ciclista de Santuchu.
- Santutxu y +: periódico mensual gratuito cuyo eje central es el barrio de Santuchu y limítrofes (Begoña, Bolueta, Churdínaga y Ocharcoaga).
- Fanfarre Sama-Siku:formada en 1979,una de las más antiguas de Euskadi,que ha llevado el nombre del barrio por toda Europa y con numerosos premios internacionales.

## Transportes

### Bilbobus
| Línea | Recorrido                       | Frecuencia (minutos) |
| ----- | ------------------------------- | -------------------- |
| 13    | San Ignacio - Churdínaga        | 15                   |
| 34    | Ocharcoaga - Santuchu           | 30                   |
| 40    | La Peña - Plaza Circular        | 20                   |
| 43    | Garaizar - Santuchu             | 30                   |
| 48    | Santuchu - Lezeaga              | 15                   |
| 77    | El Peñascal - Mina del Morro    | 12                   |
| G7    | Mina del Morro - Plaza Circular | 60                   |

### Bizkaibus
Línea A 2321 Santuchu - UPV/EHU (autopista)

### Metro de Bilbao

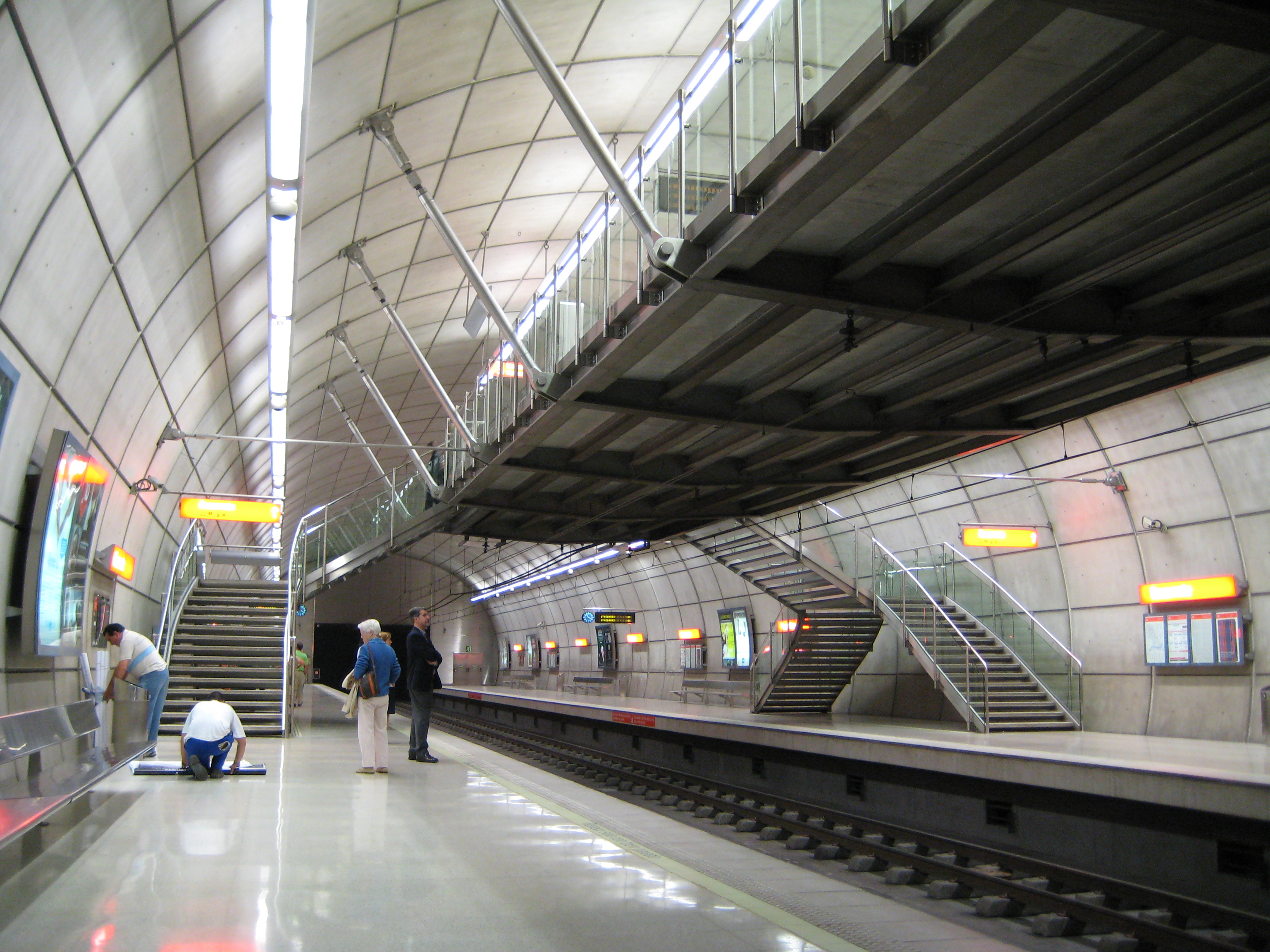
Estación de Basarrate.

- Estación de Santutxu, que cuenta con dos salidas, ambas a distintos puntos de la calle Zabalbide, pero una con salida a la calle Carmelo a través de ascensor, ideal para acceder al cogollo comercial del barrio.

- Estación de Basarrate, en la plaza denominada de igual nombre pero popularmente conocida como la Campa del Muerto.